# Tamias minimus
Il tamia minore o chipmunk nano (Tamias minimus, Bachman 1839) costituisce una specie dell'ordine dei roditori che vivono prevalentemente in America nordorientale.